# جان مارك غيلو
جان مارك غيلو (بالفرنسية: Jean-Marc Guillou)‏ (مواليد 20 ديسمبر 1945) هو لاعب كرة قدم. يلعب مع منتخب فرنسا لكرة القدم. سبق له أن لعب في كأس العالم لكرة القدم مع منتخب بلاده.

## روابط خارجية
- جان مارك غيلو على موقع الاتحاد الأوربي (الإنجليزية)
- جان مارك غيلو على موقع قاعدة بيانات كرة القدم.إي يو (الإنجليزية)
- جان مارك غيلو على موقع ناشيونال فوتبول تيمز (الإنجليزية)
- جان مارك غيلو على موقع عالم كرة القدم.نت (الإنجليزية)